# Anne Spoerry
Anne Spoerry (prononcé « Shpeuri » en alsacien) alias Mama Daktari – Madame docteur en swahili – née le 13 mai 1918 à Cannes et décédée le 2 février 1999 à Nairobi au Kenya, est une médecin française.

## Biographie

### Enfance et formation
Anne Spoerry est la fille de Henry Spoerry, industriel, et de Jeanne Schlumberger.
Née en 1918 à Cannes, dans une famille d'industriels originaire de Fischenthal et Männedorf, dans le canton de Zurich en Suisse, mais d'un père alsacien.
Anne Spoerry étudie à Londres, Mulhouse et Strasbourg, où elle obtint son baccalauréat en 1937.
Elle suit des études de médecine à la faculté de médecine de Paris (1937-1943) qu'elle achève après la guerre à Paris en 1947.
En 1950, elle obtient son doctorat à Paris avec une thèse sur l'amibiase.

### Carrière

#### Seconde Guerre mondiale
Elle entre dans la Résistance mais est déportée à Ravensbrück par le convoi parti de Compiègne le 31 janvier 1944 (convoi I.175), alors que son frère est déporté à Buchenwald (convoi I.169) puis Dachau.
Plusieurs témoins l'accusent d'avoir torturé des prisonniers,,,. Cependant d'autres témoignages seront en sa faveur, dont celui d'Odette Fabius à qui elle sauva la vie en la cachant de janvier à avril 1945 avant l'arrivée des libérateurs.7

#### Après-guerre en Afrique
La guerre terminée, elle est interdite d'exercer la médecine en France et part en Afrique,.
Elle rejoint le Kenya (alors sous protectorat britannique) où elle s'installe finalement en 1950 comme médecin de campagne et fermière, car elle a acheté une grande ferme à Ol Kalou (en), entre le lac Naivasha et Thomson's Falls.
Expropriée au moment de l'indépendance en 1964, elle décide de rester au Kenya et rachète une ferme à Subukia (en).
Elle acquiert un avion en 1964 afin d’intégrer la AMREF Flying Doctors,,, une organisation non gouvernementale financée par des aides internationales qui vient alors d'être créée à Nairobi. Elle est la première femme médecin de l'équipe et crée l'AMREF-France.
Pendant plus de trente ans, aux commandes de son petit avion nommé Alpha Zoulou Tango, elle n'a cessé de parcourir le pays pour soigner et aider, porter secours et assister les populations démunies de la région où elle a choisi de vivre, en atterrissant parfois sur des pistes déplorables. Elle s'est consacrée pendant plus de 60 ans à ses visites aux nomades Masaï au Kenya, afin de les soigner. Cette femme se définissait comme docteure, factrice, électricienne, et dépanneuse.
Responsable de nombreuses campagnes de vaccination, elle a dû travailler avec les guérisseurs pour réussir à se faire accepter tout en luttant contre le poids des traditions.

### Décès
Elle est morte le 2 février 1999 à Nairobi.

## Postérité
Philippe Labrune lui a consacré un reportage diffusé par Envoyé spécial en 2001,.

### Filmographie
- François Raoul Duval, Mama Daktari, Office national de radiodiffusion télévision française, 1974
- Alexandre Valenti et Philippe Labrune, Mama Daktari, 1998 diffusé par Envoyé Spécial  sur Youtube